# Руйиги (провинция)
Руйиги (рунди Ruyigi) — одна из 18 провинций Бурунди. Находится на востоке страны. Площадь 2339 км², население 400 530 человек (2008 год), плотность населения 171,25 чел./км².
Административный центр — город Руйиги.

## География
На юге граничит с провинцией Рутана, на западе — с провинцией Гитега, на северо-западе — с провинцией Карузи, на северо-востоке — с провинцией Чанкузо, на востоке проходит государственная граница с Танзанией.

## Административное деление
Руйиги делится на 7 коммун:
- Бутаганзва (Butaganzwa)
- Бутези (Butezi)
- Бверу (Bweru)
- Гисуру (Gisuru)
- Киньиня (Kinyinya)
- Ньябицинда (Nyabitsinda)
- Руйиги (Ruyigi)